# Windowsbrandväggen
Windows-brandväggen (engelska: Windows Firewall) är den inbyggda brandväggen i Windows XP och senare versioner av operativsystemet. Tidigare kallades den "Internet Connection Firewall", (ICF) men uppgraderades och ändrade namn när Service Pack 2 släpptes. Numera finns den i Windows FLP, och en uppgraderad version i Windows Vista.